# Overblocking
Overblocking (auch overtargeting, overcensoring) bezeichnet die technische Verhinderung eines Vorgangs anhand von Regeln, die Ausnahmen und Sonderfälle nicht beachtet. Overblocking tritt z. B. auch bei IP-Sperren, Content-Filtering im Urheberrechtsbereich und Jugendschutzfiltern auf. Dagegen bezeichnet Underblocking das Gegenteil: eigentlich anvisierte Inhalte werden bei Underblocking von der Software nicht gefiltert. 
Die Nutzung z. B. eines falsch oder zu empfindlich eingestellten Filters, veralteter Datenbanken, Software zur Ähnlichkeitserkennung kann zur Fehlerkennung, Markierung und Verhinderung oder Zensur führen. Material, das nach den technisch nachvollzogenen Regeln akzeptabel gewesen wäre, wird unabsichtlich mit herausgefiltert. 
Overblocking durch staatliche Ermittlungsbehörden (Staatsanwaltschaft, Polizei, Geheimdienste) ist das massive Sperren mehrerer IP-Adressen oder die Sperrung eines gesamten IP-Blocks durch Sperrung des jeweiligen DNS-Servers. Daneben kann dies zur Aufrechterhaltung der Pressezensur, beispielsweise in China (Projekt Goldener Schild), Iran und anderen totalitären Regimen dienen.
Mit Overblocking bezeichnet man auch das fälschlicherweise Filtern von nicht schädlichen Inhalten bei Jugendschutzsoftware, beispielsweise durch die Kombination mehrerer Filter.